# Phasia nigrofimbriata
Phasia nigrofimbriata är en tvåvingeart som först beskrevs av Villeneuve 1935.  Phasia nigrofimbriata ingår i släktet Phasia och familjen parasitflugor. Inga underarter finns listade i Catalogue of Life.